# Artifact (videojuego)
Artifact (En español Artefacto) es un videojuego de perteneciente al género de tarjetas digitales coleccionables, desarrollado y publicado por la empresa Valve Corporation. El videojuego se centra en las batallas en línea, de modalidad de jugador contra jugador en tres tableros, llamados carriles, y cuyas cartas se basan en el universo de ficción de Dota 2, un videojuego de batalla en línea multijugador, también de la empresa Valve. Artifact fue diseñado por el creador de Magic: El encuentro, Richard Garfield, y permite la compra y venta de tarjetas en la plataforma Steam Marketplace. El videojuego fue lanzado para Microsoft Windows, macOS y Linux en noviembre del año 2018, y está previsto para dispositivos Android e iOS en el año 2019.
A pesar de que Artifact recibió críticas por su alta curva de aprendizaje y su modelo de monetización , que algunos críticos compararon con el sistema de Pagar para ganar, su compleja jugabilidad y mecanismos de redacción fueron elogiados, muchos de los cuales consideraron que el videojuego es profundamente gratificante para aquellos que se apegaron a él.

## Jugabilidad
Como un videojuego de cartas digitales coleccionables, Artifact consiste en construir una baraja de cartas coleccionables, obtenidas mediante la compra de cartas individuales o paquetes de ellas en el Steam Marketplace, para derrotar a un oponente en una situación individual. Artifact está fuertemente basado en y cuenta con muchos elementos del multijugador en línea Dota 2, que también desarrolló Valve. Como tal, el videojuego difiere de la mayoría de los otros juegos de cartas coleccionables tradicionales, ya que cuenta con tres "carriles" protegidos por una torre al final, y cada carril existe como su propio tablero independiente. El vencedor es la primera persona en destruir una estructura llamada el "Ancestro", que aparece después de que una torre ha sido destruida, o la primera persona en destruir dos torres en total.
Cada mazo contiene 40 cartas, incluidos cinco héroes y al menos nueve objetos, con un total de casi 300 cartas en el momento del lanzamiento del videojuego. Las tarjetas se agrupan en tres niveles de rareza, comunes, no comunes y raros, y se agrupan en cuatro temas de colores, rojo, verde, negro y azul, que tienen sus propios efectos únicos en el tablero. Cada carril también tiene su propia reserva de maná independiente, que se usa para lanzar habilidades de héroe y crece un punto después de cada ronda, mientras que también se repone completamente. Además de las habilidades de los héroes, los elementos de las tarjetas también se pueden colocar y usar libremente en cualquier carril. Cada vez que se juega una carta, pasa al turno del jugador contrario. Después de que todas las cartas se hayan jugado en un carril, los héroes y los "creeps", que son débiles, pero los numerosos mobs no pueden ser controlados directamente y reaparecen en cada ronda, comienzan a atacar lo que sea que esté enfrente de ellos, incluida la torre opuesta si no hay unidades. Esto se repite hasta que se haya jugado en los tres carriles, después de lo cual se pasa a la "Fase de compras", donde el oro acumulado durante las batallas se gasta en la compra de artículos y la actualización del equipo del héroe en tres espacios diferentes para armas, armaduras y accesorios.
Al igual que con Dota 2 , el videojuego se centra en el emparejamiento de jugador contra jugador en línea y no tiene un componente para un solo jugador, aunque se usa un tutorial contra un robot controlado por la IA para enseñar a los nuevos jugadores cómo jugar.

## Desarrollo
El desarrollo de Artifact comenzó a finales del año 2014, con el diseñador principal Richard Garfield siendo contratado para ayudar a crear un videojuego de cartas digital debido a su experiencia en la creación de la popular franquicia Magic: El encuentro. El videojuego se anunció a través de un tráiler jugado en el The International 2017, un gran torneo de deportes específicos de Dota 2 organizado por Valve Corporation, aunque no se revelaron detalles específicos. El cofundador de Valve, Gabe Newell, reveló más detalles sobre su concepto y juego. durante una reunión con la prensa de videojuegos en la sede de Valve en marzo del año 2018. Allí, Newell declaró que originalmente no tenía la intención de basarse en Dota 2, pero se decidió hacerlo más adelante en el desarrollo, ya que era "útil". Newell también declaró que no sería un videojuego gratuito como Dota 2 y otros competidores de juegos de cartas similares, y también dijo que él y el equipo deseaban que no se convirtiera en un juego de "pagar para ganar". Además, declaró que esperaba que Artifact fuera para los juegos de cartas lo que Half-Life 2 era para los juegos de acción para un solo jugador.
Artifact se creó con el motor de videojuego Source 2 de Valve, y presenta una integración directa con el Steam Marketplace para comprar y vender tarjetas. Aunque reconoce que tanto los juegos de cartas como las transacciones de Steam Marketplace pueden ser costosas, como con los cosméticos para armas en el propio Counter-Strike: Global Offensive de Valve, Garfield señala que no existen restricciones de impresión con las tarjetas digitales, y que Valve Controlaría directamente la producción de los mismos para limitar la rareza extrema. Además, los paquetes de tarjetas comprados siempre incluyen una tarjeta rara, que Valve espera que controle el precio de las tarjetas individuales que se venden a precios altos, ya que sería más valioso comprar varios paquetes de tarjetas. Queriendo aprovechar lo que han aprendido de Dota 2, Global Offensive y Team Fortress 2, el plan de Valve para que el videojuego tenga una escena de sports profesional, con ingresos provenientes de la compra de paquetes de cartas que se suman a los premios del torneo, similar a Dota 2 en su "Compendio" con sistema de micromecenazgo. Para comenzar, Valve planea que se realice un torneo de un millón de dólares en algún momento a principios de 2019.
Artifact se desarrolla junto con las actualizaciones para Dota 2, donde se planea introducir nuevos héroes y otros contenidos para ambos juegos. El escritor Steve Jaros escribió la historia de los personajes de Dota 2 y continuó ese papel con Artifact haciendo que cada tarjeta individual proporcionara más, todo expresado en voz alta, lo que espera que mantenga ambos juegos narrativamente conectados. El programador Jeep Barnett dijo que planean que las expansiones de los juegos de cartas progresen a lo largo del tiempo, de modo que los héroes de una serie puedan tener una versión antigua en una serie futura, o pueden morir en una, y los eventos de expansiones anteriores pueden influir en las futuras. Artifact también permite que los jugadores se armen fuera del videojuego mediante el uso de herramientas de terceros, que luego se pueden importar al juego.

## Lanzamiento
Artifact ingresó como una beta cerrada a principios del año 2018, con numerosos miembros de la industria del videojuego y jugadores profesionales de juegos de cartas invitados a probarlo. Se pudo jugar públicamente por primera vez en la PAX West 2018, con un torneo que se celebró y todos los asistentes recibieron impresiones firmadas de obras de arte y claves de productos para dos copias gratuitas del juego. Una versión beta para la versión para PC se lanzó una semana antes del lanzamiento oficial, y los asistentes al torneo The International 2018 de Dota 2, y su presentación en la PAX West tuvieron acceso a él. Fue lanzado para Microsoft Windows, macOS y Linux el 28 de noviembre de 2018, y está previsto para dispositivos Android e iOS en 2019.
Para ayudar a promover el videojuego, se realizó un torneo de 128 jugadores con un premio de $10,000 dólares, del 10 al 11 de noviembre de 2018. Además, se lanzaron dos historietas web hechos por Valve para coincidir con el lanzamiento del videojuego. A todos los propietarios del videojuego se les da una ficha para canjear un mes gratis de "Dota Plus", el pase de batalla de Dota 2 con función de suscripción.

## Recepción
Artifact obtuvo una recepción mixta luego de su anuncio en el The International 2017, con la multitud que asistió al torneo en gran parte abucheandolo luego de su revelación. El tráiler, subido a la plataforma de video para compartir en YouTube, pronto presentó una alta relación de aversión y simpatía con los comentaristas que expresaron su decepción cuando Valve supuestamente abandonó sus otras franquicias, como Half-Life, a favor de las recientes tendencias de videojuego. Como Artifact no es gratuito como muchos de sus competidores, las críticas también se dirigieron a la monetización del modelo de juego, con algunos jugadores y críticos que lo llaman un juego de "pagar para ganar", ya que las nuevas tarjetas solo se pueden comprar y no se pueden intercambiar en el Steam Marketplace, o se pueden obtener como recompensas en modos de videojuego de dibujo específicos que requieren la compra de un boleto para participar.
Sin embargo, los críticos fueron más positivos, ya que Ali Jones de PCGamesN declaró en una vista previa que el videojuego era un "corte por encima" de otros juegos de cartas que había jugado antes. También agregó que capturó con éxito elementos de dos géneros diferentes, creando algo a lo que estaba "muy emocionado de volver". El videojuego también ha sido comparado con  el videojuego de Blizzard Entertainment el Hearthstone, con Mike Minotti de Venture Beat considerando artefacto como el más complejo, y la opción en profundidad que tiene la oportunidad de convertirse en el videojuego de cartas digital líder en el mercado. Aunque también notó la complejidad del juego, Julian Benson de PCGamesN lo comparó más con Magic: El encuentro como su creador, Richard Garfield, fue el diseñador principal del juego. Tim Clark de PC Gamer elogió el estilo artístico y la presentación del juego, señalando que todos los recursos del videojuego eran nuevos y no estaban copiados directamente de Dota 2. Clark también declaró que no podía esperar para jugar más del videojuego, y dijo que no lo veía como un "robo de efectivo" que otros dijeron que sería. James Davenport, de la misma publicación, pensó que la jugabilidad era similar a Magic: El encuentro, que probo en tres juegos simultáneos agragando el juego Uno, y declaró que aunque el videojuego al principio parecía "extremadamente complejo", no le tomó mucho tiempo entenderlo y comenzar a jugarlo. Eric Van Allen, de Polygon, agregó que si bien el videojuego requiere inversión para aprender, fue "sumamente gratificante" para aquellos que se mantuvieron con él y no les importó su modelo de monetización.